# Battlefleet Gothic: Armada
Battlefleet Gothic: Armada est un jeu vidéo de stratégie en temps réel développé par Tindalos Interactive  et édité par Focus Home Interactive, sorti en 2016 sur Windows. Il s'agit d'une adaptation du jeu de figurines Battlefleet Gothic, basé sur l'univers Warhammer 40,000 de la société Games Workshop.
Le jeu a pour suite Battlefleet Gothic: Armada 2.

## Synopsis
Le Capitaine Spire inspecte une station impériale abandonnée pour découvrir qu'elle a été capturée par les forces du Chaos et qu'une gigantesque flotte sous les ordres d'Abaddon le Fléau s'apprête à envahir le Secteur Gothique tout entier. C'est le début de la 12e Croisade Noire du Chaos, aussi appelée « Guerre Gothique ». Dans le sillage de cette invasion, des Xénos tels que les Orks et les Corsaire Eldars, ainsi que des vaisseaux impériaux renégats profitent de cette opportunité pour ravager davantage le Secteur. Spire, promu Amiral, se retrouve à lutter contre ces menaces et doit découvrir quel est l'objectif réel d'Abaddon.

## Accueil
- Gamekult : 6/10[1]
- IGN : 7,1/10[2]
- Jeuxvideo.com : 14/20[3]
- PC Gamer : 80 %[4]